# Iphinoe dayi
Iphinoe dayi är en kräftdjursart som beskrevs av Jones 1960. Iphinoe dayi ingår i släktet Iphinoe och familjen Bodotriidae. Inga underarter finns listade i Catalogue of Life.